# 198 a. C.
El año 198 a. C. fue un año del calendario romano prejuliano. En el Imperio romano, fue conocido como el año 556 Ab Urbe condita.

## Acontecimientos

### Por lugar

#### República romana
- Después de su elección para el consulado, Tito Quincio Flaminino es elegido para reemplazar a Publio Sulpicio Galba Máximo como el líder general romano en Macedonia. Entonces cruza a Macedonia con su ejército. Flaminino se da cuenta de que la paz futura depende de romper el poder del rey Filipo V de Macedonia, no meramente humillándolo. Asegura el respaldo de la Liga Aquea y luego abre negociaciones de paz con Filipo en Nicea en Lócrida. Aunque las propuestas de paz son sometidas al Senado romano, se rompen las negociaciones y se reanuda la lucha.
- Las fuerzas de Tito Quincio Flaminino consiguen sacar a Filipo V fuera de la mayor parte de Grecia, excepto unas pocas fortalezas. Derrota luego a Filipo V en la Batalla del Aoo, cerca de la moderna Tepelenë (en Albania).

#### Imperio seléucida
- Las tropas seléucidas al mando de Antíoco III derrotan al ejército ptolemaico en la batalla de Panion liderado por Scopas de Etolia. La victoria le permite a Antíoco III obtener el dominio de Palestina, antes territorio del reino Ptolemaico. Aunque los romanos envían embajadores a Ptolomeo V, son incapaces de darle ninguna asistencia contra Antíoco III.
- En la paz resultante, Antíoco III está de acuerdo en dar a su hija Cleopatra en matrimonio a Ptolomeo V.
- El rey seléucida Antíoco III de Siria vence a los egipcios y anexiona Judá. Los seléucidas inician una campaña para reemplazar el judaísmo por el helenismo.[1]